# Valul de frig din America de Nord din ianuarie 2019
La sfârșitul lunii ianuarie 2019, un val extrem de rece provocat de vortexul polar arctic a lovit Vestul mijlociu al Statelor Unite și centrul Canadei, provocând decesul a cel puțin 21 de persoane.  
În mod normal, fluxul de jeturi din emisfera nordică se deplasează suficient de rapid pentru a menține staterul polar staționar în stratosfera deasupra Polului Nord. La sfârșitul lunii ianuarie 2019, o slăbire a acestui flux a împărțit vortexul polar în două, prin urmare o formațiune s-a deplasat spre sud, „lovind” centrul Canadei și partea central-nordică a Statelor Unite, menținându-se pentru aproximativ o săptămână înainte de disipare. Influxul de aer glacial din Polul Nord a creat vânturi puternice și a adus temperaturi extreme, exacerbate și de răceala puternică a vântului. Cantități mari de zăpadă au căzut în zona afectată.  
Evenimentul meteorologic neobișnuit a fost atribuit (și de data asta) schimbărilor climatice.
Cel puțin 8 decese au fost atribuite în mod direct valului rece, cu câțiva dintre acești oameni înghețați până la moarte. 21 decese suplimentare sunt în curs de investigare ca potențial legate.

## Recorduri negative
La Chicago mercurul termometrelor a coborât mai jos de -30 °C, în La Crosse, statul Wisconsin, temperatura a scăzut până la -34 °C, iar recordul a fost înregistrat în Park Rapids, statul Minnesota, cu -46 °C. La aceste temperaturi extrem de scăzute s-a adăugat și efectul unui vânt de aproximativ 30 km/h, care a făcut ca temperatura resimțită (windchill – n.r.) să fie de -50°C sau chiar de -60 °C.